# أيزاياه روجرز
أيزاياه روجرز (بالإنجليزية: Isaiah Rogers)‏ هو مهندس معماري أمريكي، ولد في 17 أغسطس 1800 في مارشفيلد في الولايات المتحدة، وتوفي في 13 أبريل 1869.

## معرض صور

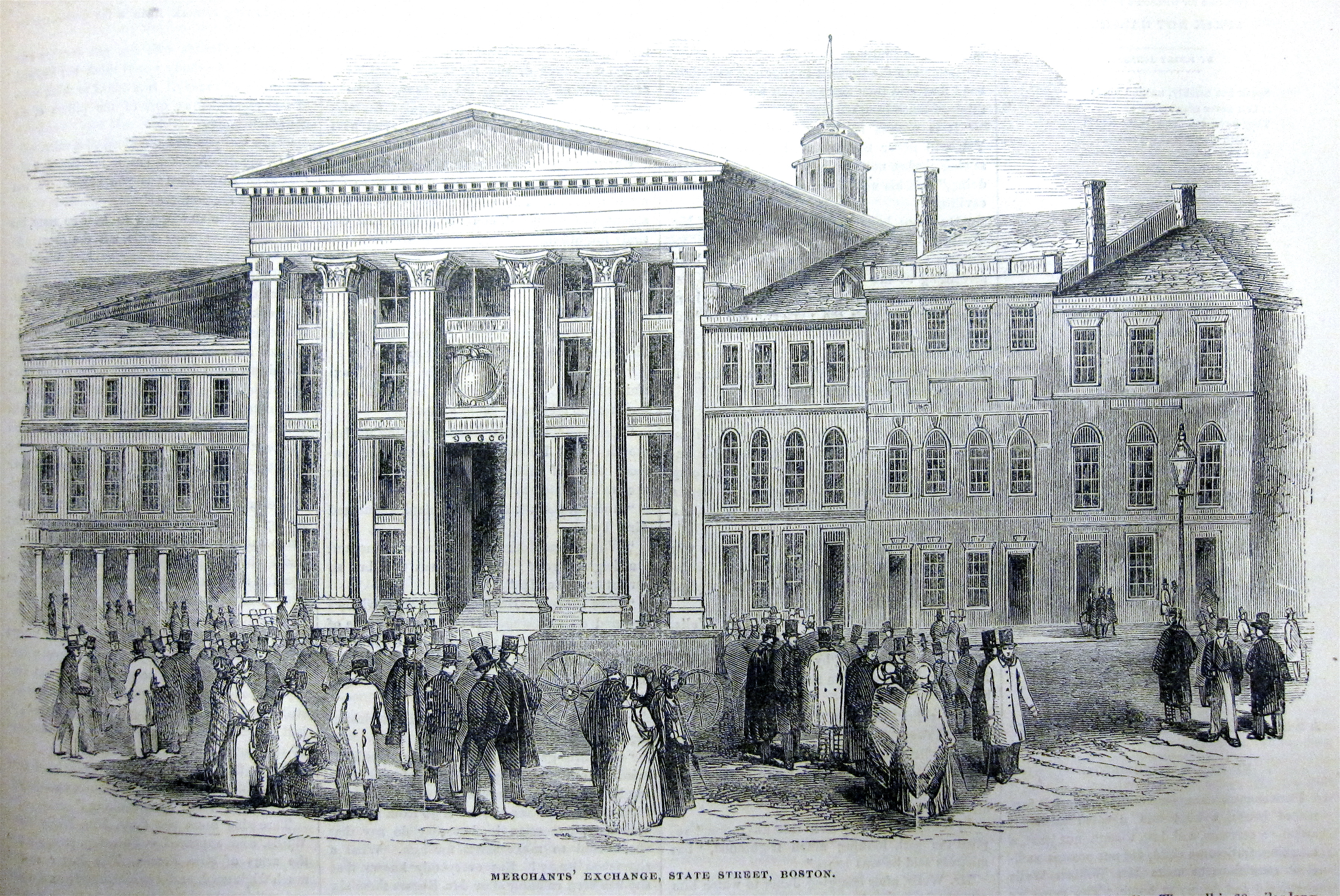
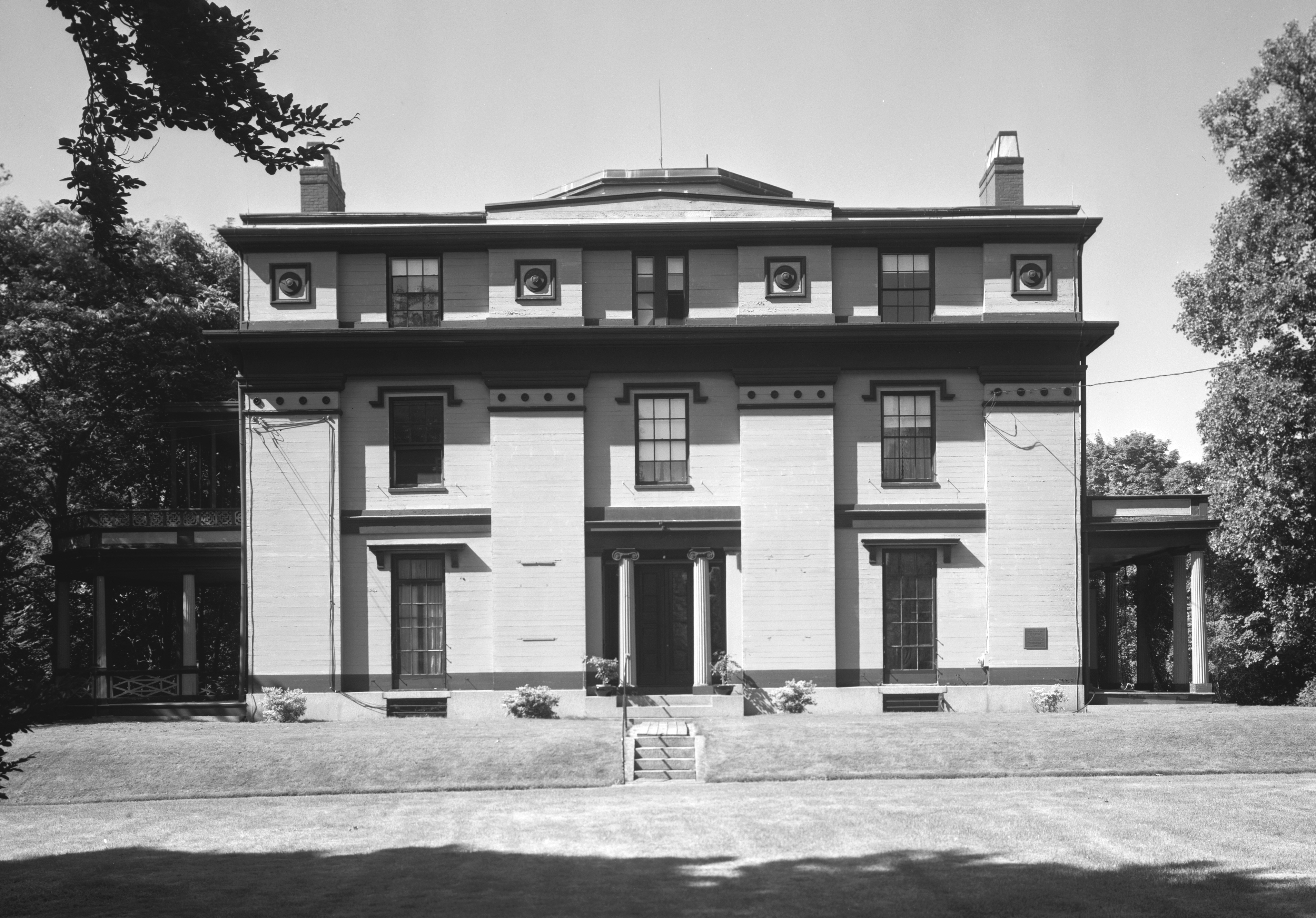
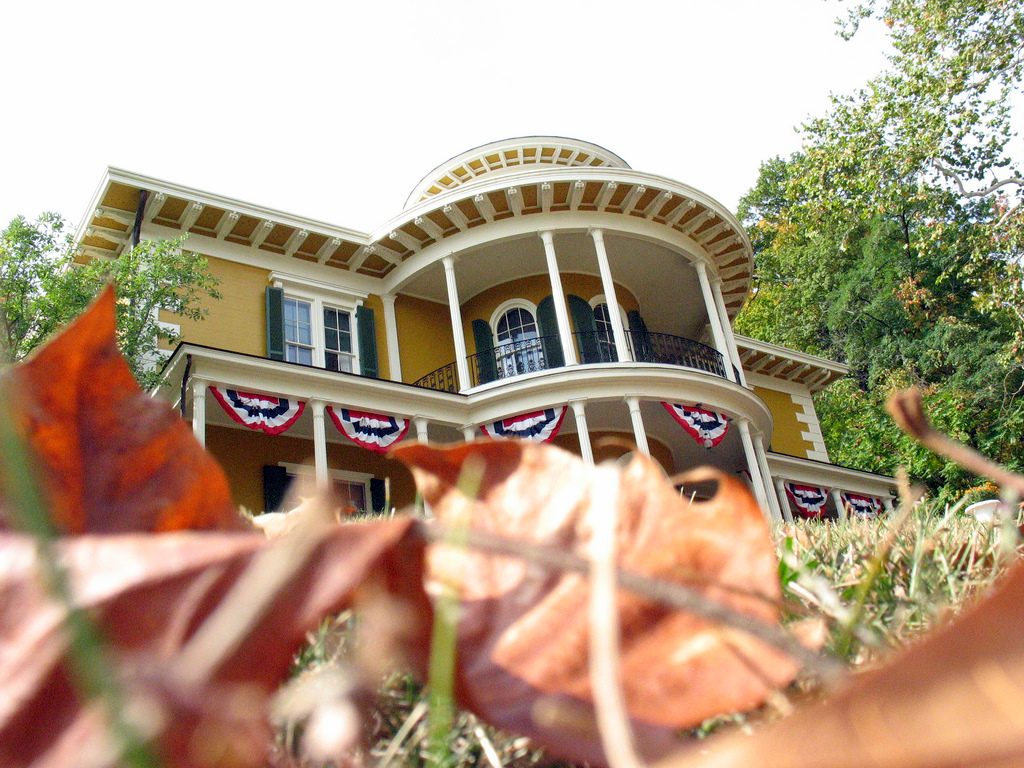
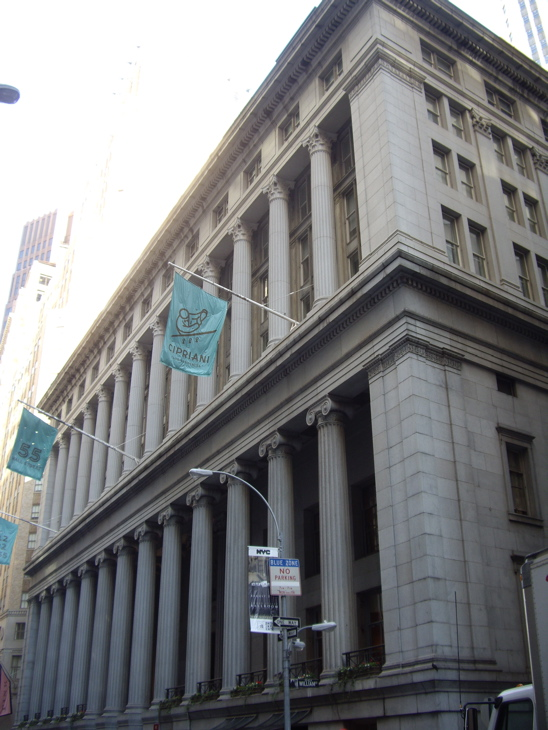
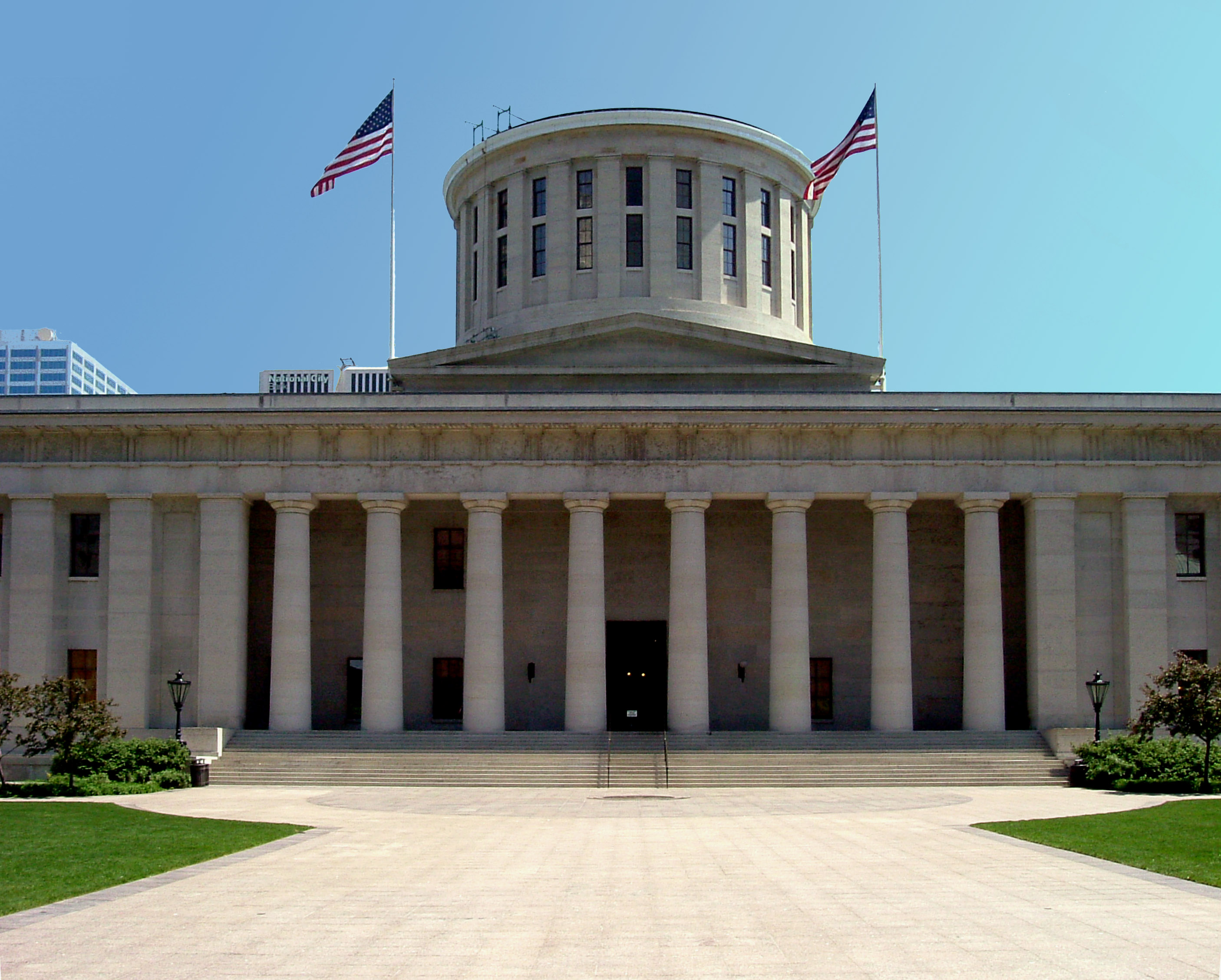